# Белянський потік (притока Попраду)
Белянський потік (словац. Beliansky potok) — річка; права притока Попраду, протікає в округах Попрад і Кежмарок.
Довжина приблизно 17,0 км. Витік знаходиться в масиві Белянські Татри — на висоті приблизно 1015 метрів.
Протікає територією села Списька Бела і Гонтянські Моравці.. Впадає в Попрад на висоті приблизно 595—600 метрів.